# Bertil Eriksson (skådespelare)
Uno Bertil Eriksson, född 27 februari 1915 i Balingsta församling, Uppsala län, död 15 oktober 1979 i Spånga, Kista kyrkobokföringsdistrikt, Stockholm
, var en svensk skådespelare.
Eriksson är gravsatt i minneslunden på Skogskyrkogården i Stockholm.

## Filmografi
- 1972 – Klara Lust
- 1973 – Anderssonskans Kalle i busform
- 1980 – Sverige åt svenskarna